# .ve
.ve је највиши Интернет домен државних кодова (ccTLD) за Венецуелу.